# 双斑黄堇
双斑黄堇（学名：Corydalis bimaculata）为罂粟科紫堇属下的一个种。

## 扩展阅读
- 維基物種上的相關：双斑黄堇